# Rindehallet
Rindehallet (norwegisch für Berghang) ist ein Eishang im ostantarktischen Königin-Maud-Land. In der Sverdrupfjella liegt er zwischen dem Isingen und dem Egilnuten.
Erste Luftaufnahmen entstanden bei der Deutschen Antarktischen Expedition (1938–1939). Norwegische Kartographen, die ihn auch benannten, kartierten den Eishang anhand von Vermessungen und Luftaufnahmen der Norwegisch-Britisch-Schwedischen Antarktisexpedition (1949–1952) und Luftaufnahmen, die zwischen 1958 und 1959 bei der Dritten Norwegischen Antarktisexpedition (1956–1960) entstanden.